# 10 de junio
El 10 de junio es el 161.º (centésimo sexagésimo primer) día del año en el calendario gregoriano y el 162.º en los años bisiestos. Quedan 204 días para finalizar el año.

## Acontecimientos
- 671: El emperador Tenji de Japón introduce un reloj de agua (clepsidra) llamado Rokoku. El instrumento, que mide el tiempo e indica las horas, se instala en la capital, Ōtsu.
- 1190: El emperador del Sacro Imperio Romano Germánico, Federico I Barbarroja se ahoga en el río Salef, mientras dirigía un ejército a Jerusalén, durante la Tercera Cruzada.
- 1225: El papa Honorio III emite la bula Vineae Domini Custodes, en la que aprueba la misión de los frailes dominicos en Marruecos.
- 1329: Batalla de Pelecano entre el Imperio Romano Oriental y el joven Imperio Otomano
- 1510: en Sevilla (España), la Casa de Contratación recibe su primer estatuto, gracias al cual ve ampliadas las prerrogativas iniciales.
- 1523: Copenhague es rodeada por el ejército de Federico I de Dinamarca, ya que la ciudad no lo reconoce como sucesor de Cristián II de Dinamarca.
- 1539: en la bahía del Espíritu Santo (actual Tampa, en el estado de Florida) desembarca el conquistador español Hernando de Soto junto a 600 hombres.
- 1539: en el Nuevo Mundo, se da la llegada de la primera imprenta, concesionada por la Corona al impresor alemán Juan Cromberger y al oficial italiano Juan Pablos.
- 1569: los exploradores neerlandeses Willem Barents y Jacob van Heemskerk descubren la Isla del Oso.
- 1647: en la bahía de Manila (Filipinas) —en el transcurso de la Guerra de los Ochenta Años— se libra la batalla del Puerto de Cavite.
- 1682: en el suroeste de Connecticut (Estados Unidos) sucede el primer tornado que queda registrado en la historia de ese país.[1]
- 1770: en Buenos Aires el gobernador español ordena el desalojo de los ocupantes británicos de las islas Malvinas, a quienes consideraba invasores en tierra española.
- 1776: el Congreso de Filadelfia aprueba la Declaración de Independencia de los Estados de la Unión.
- 1781: en la ciudad de Guatemala se funda el colegio San José de los Infantes.
- 1793: se inaugura el Jardín de las Plantas en París, un año después, se convierte en el primer zoológico público .
- 1795: en la iglesia de Santa Margarita de París se entierra en una fosa común el cadáver del rey Luis XVII.
- 1829: Buenos Aires crea la Comandancia Política y Militar de las islas Malvinas, con Luis Vernet como autoridad.
- 1829: tiene lugar, la primera regata entre las universidades de Oxford y Cambridge en el río Támesis en Londres.
- 1834: en Perú, Luis José de Orbegozo promulga la cuarta Constitución.
- 1836: en la región sur de la bahía de San Francisco (California) a las 15:30 sucede un terremoto de magnitud 6,5 en la escala sismológica de Richter (MI según Bakun, 1999). No se registran víctimas.
- 1843: en Oaxaca (México), la población de Huajuapan de León es elevada a la categoría de «heroica villa».
- 1849: en Paraguay, los militares ocupan las misiones jesuíticas.
- 1865: en Múnich (Alemania) se estrena la ópera Tristán e Isolda, de Richard Wagner.
- 1870: en el estado de Ohio (Estados Unidos), John Davidson Rockefeller y dos socios más fundan la Standard Oil of Ohio.
- 1880: se funda la Cruz Roja Argentina.
- 1886: en la ciudad de La Plata (capital de la provincia argentina de Buenos Aires), varias personas son asesinadas en la puerta de la Iglesia San Ponciano durante las primeras elecciones municipales de la ciudad.[2]
- 1898: en Cuba —en el marco de la Guerra Hispano-Estadounidense— desembarcan los soldados de marina estadounidenses.
- 1907: en París, Auguste Lumière presenta la fotografía en color.
- 1916: Husayn ibn Ali (jerife de La Meca) declaró la rebelión árabe contra los otomanos sobre Palestina para crear un estado árabe unificado desde Alepo hasta Adén.
- 1933: Mariano Barberán y Joaquín Collar Serra inician la travesía del Atlántico a bordo del avión Cuatro Vientos
- 1935: se funda la asociación Alcohólicos Anónimos.
- 1940: en Roma, Italia declara la guerra a Gran Bretaña y Francia.
- 1944: en Londres cae el primer cohete-bomba V-1 lanzado desde la Alemania nazi.
- 1944: Matanza de Oradour-sur-Glane de civiles indefensos, mientras tenía lugar la Batalla de Normandía en la Segunda Guerra Mundial. Símbolo de los crímenes de guerra cometidos en Francia durante la ocupación nazi y el régimen colaboracionista de Vichy.
- 1948: A las 12:45 se da la primera emisión de televisión realizada en España[3]
- 1958: en el atolón Bikini (islas Marshall, en medio del océano Pacífico), Estados Unidos detona su bomba atómica Maple, de 213 kilotones. Es un éxito, ya que se logra el 89 % de la fisión predicha. Es la 15.ª de las 35 bombas de la operación Hardtack I, y la bomba n.º 136 de las 1127 que Estados Unidos detonó entre 1945 y 1992.
- 1967: fin de la Guerra de los Seis Días con la victoria del ejército israelí sobre la alianza árabe.
- 1967: la canción «Sgt. Pepper’s Lonely Hearts Club Band», de la banda británica The Beatles alcanza el número 1 de la lista UK Albums Chart.
- 1971: en la Ciudad de México sucede la Matanza del Jueves de Corpus. Los «Halcones» (un grupo de élite del Ejército Mexicano, entrenado con apoyo del gobierno de Estados Unidos) reprimen manifestaciones estudiantiles. Asesinan a 120 estudiantes.
- 1972: en México, se inaugura la tercera ampliación de la Línea 1 del Metro de la Ciudad de México, de Tacubaya a Observatorio, cerrando así el recorrido de la Línea 1 del Metro (al poniente) y concluyendo la primera etapa de construcción del Metro de la Ciudad de México, iniciadas desde 1967.
- 1977: en Estados Unidos, Apple Computer presenta la Apple II.
- 1984: en Amritsar (India), el Ejército Indio ataca el Templo Dorado de los sijs. Asesinan a unas 700 personas.
- 1985: Israel retira sus efectivos militares de Líbano.
- 1990: en Perú Alberto Fujimori derrota al escritor Mario Vargas Llosa en la segunda vuelta de las elecciones presidenciales.
- 1998: en Francia se inaugura el Mundial de Fútbol.
- 2007: en el circuito de Gilles Villeneuve (en Canadá) Lewis Hamilton gana su primera carrera en la Fórmula 1.
- 2011: en Santa Bárbara (California) se lanza el satélite argentino SAC-D / Aquarius, en un cohete Delta II.
- 2023: En Estambul se disputa la final de la Liga de Campeones de la UEFA, siendo victorioso el Manchester City FC inglés ante el Inter de Milán italiano por un gol a cero.

## Nacimientos
- 1513: Luis III de Montpensier, aristócrata francés (f. 1582).
- 1572: Enrique II de Reuss-Gera, apodado el póstumo, señor alemán (f. 1635).
- 1637: Jacques Marquette, misionero y explorador francés (f. 1675).
- 1673: René Duguay-Trouin, almirante y corsario francés (f. 1736).

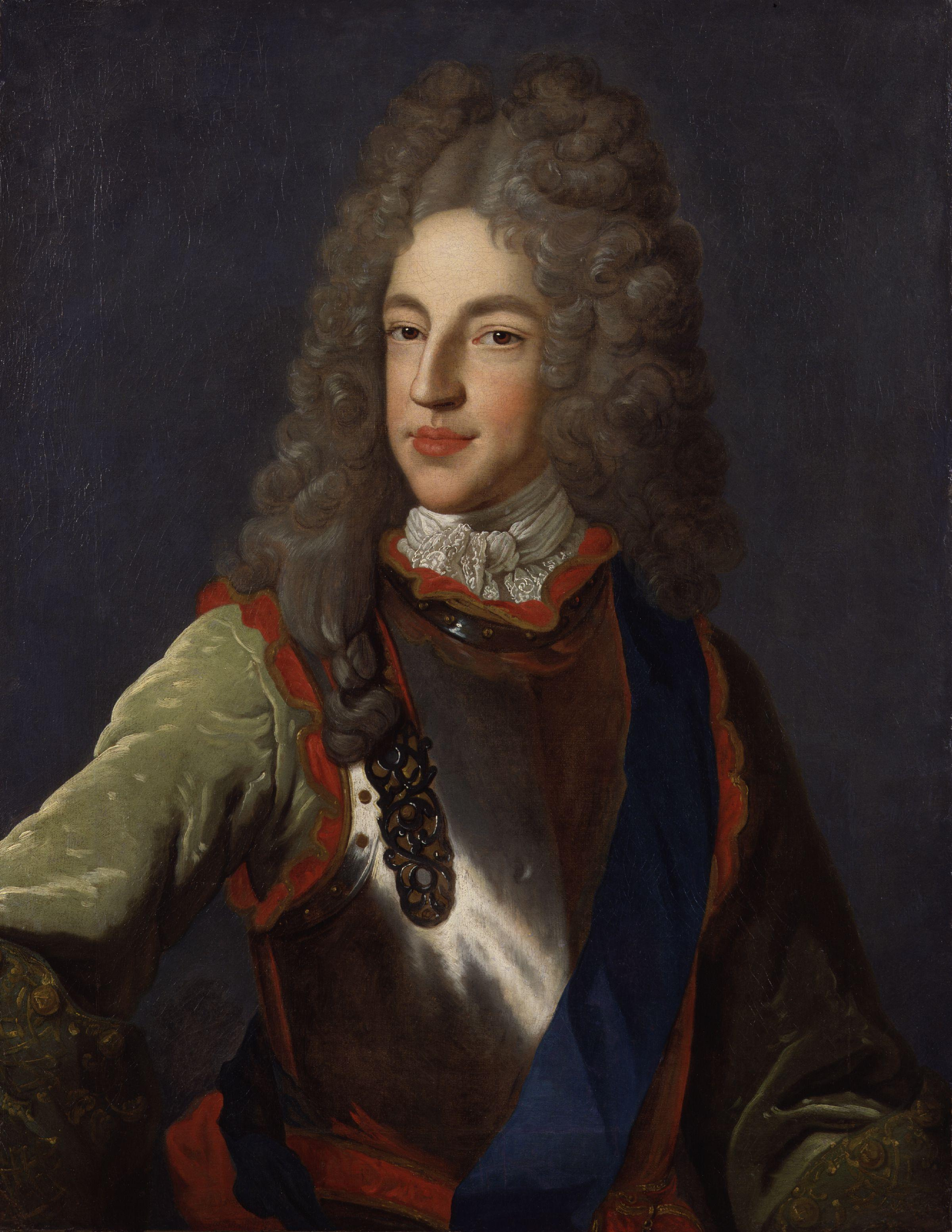
Jacobo Francisco Eduardo Estuardo

- 1688: Jacobo Francisco Eduardo Estuardo, aristócrata inglés (f. 1766).
- 1706: John Dollond, físico británico (f. 1771)
- 1715: Christian August Crusius, filósofo y teólogo alemán (f. 1775).
- 1754: Johann von Hiller, general austriaco (f. 1819).
- 1762: María Teresa de Silva, aristócrata española (f. 1802).
- 1804: Hermann Schlegel, ornitólogo y herpetólogo alemán (f. 1884).
- 1808: Frederik Kaiser, astrónomo neerlandés (f. 1872).
- 1814: Antonio del Rey y Caballero, militar y político español (f. 1886).
- 1819: Gustave Courbet, pintor francés (f. 1877).
- 1823: Germán Hernández Amores, pintor español (f. 1894).

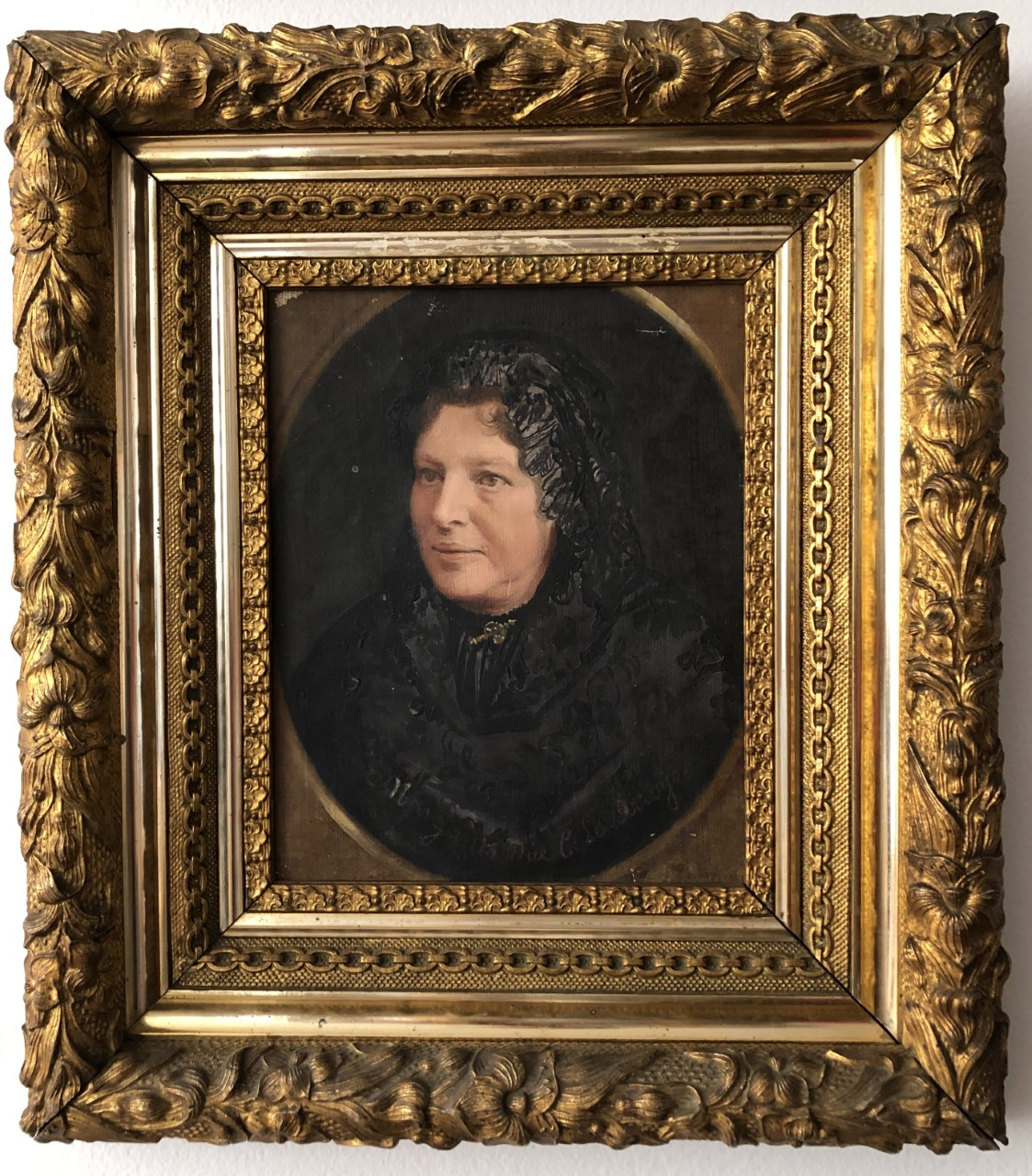
Margarita Diez-Colunje y Pombo.

- 1838: Margarita Diez-Colunje y Pombo, historiadora y genealogista colombiana (f. 1919).
- 1840: Theodor Philipsen, pintor danés (f. 1920).
- 1842: Manuel Bulnes Pinto, militar y político chileno (f. 1899).
- 1845: Federico Fliedner, clérigo y escritor español (f. 1901).
- 1848: Margarita Caro Tobar, fue una política colombiana. De 1888 a 1892 fue la primera dama de Colombia. (f. 1925).
- 1865: Frederick Cook, explorador estadounidense (f. 1940).
- 1876: Aníbal González Álvarez Ossorio, arquitecto español (f. 1929).

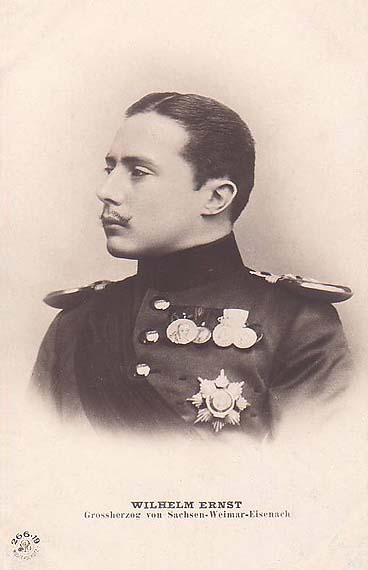
Guillermo Ernesto de Sajonia.

- 1876: Guillermo Ernesto de Sajonia, aristócrata alemán (f. 1924).
- 1880: André Derain, pintor francés (f. 1954).
- 1889: Sessue Hayakawa, actor japonés (f. 1973).
- 1890: William A. Seiter, cineasta estadounidense (f. 1964).
- 1895: Hattie McDaniel, actriz estadounidense (f. 1952).
- 1896: Pablo Martín Alonso, militar español (f. 1964).
- 1897: Tatiana Nikolayevna, aristócrata rusa (f. 1918).
- 1899: Anita Berber, bailarina, actriz y modelo alemana (f. 1928).
- 1899: Alf Ross, filósofo danés (f. 1979).
- 1903: Theo Lingen, actor y director alemán (f. 1978).
- 1904: Luis Moya Blanco, arquitecto y académico español (f. 1990).
- 1904: Frederick Loewe, compositor estadounidense (f. 1988).
- 1905: Juan Rof Carballo, médico y escritor español (f. 1994).
- 1906: Arseni Golovko, Almirante soviético (f. 1962).
- 1906: Tekla Juniewicz, supercentenaria austrohúngara (f. 2022).

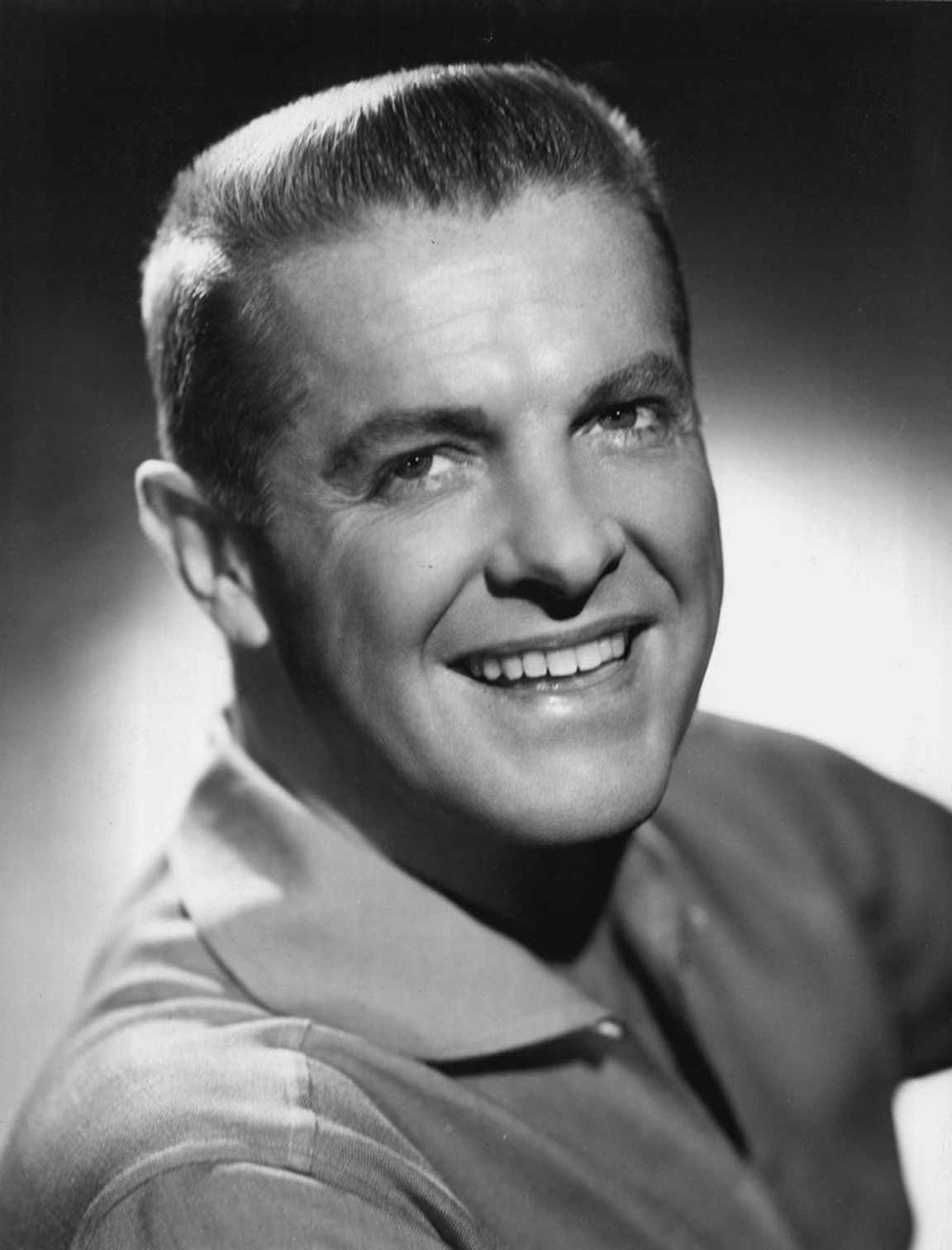
Robert Cummings.

- 1908: Robert Cummings, actor cinematográfico y televisivo estadounidense (f. 1990),
- 1910: Julie Haydon, actriz estadounidense (f. 1994).
- 1910: Howlin' Wolf, músico de blues estadounidense (f. 1976).
- 1910: Antonio Casal, actor español (f. 1974).
- 1910: Albert Beckaert, ciclista belga (f. 1980).

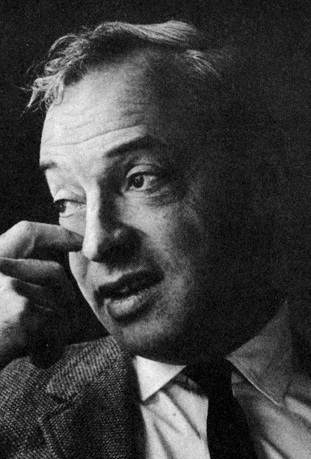
Saul Bellow

- 1915: Saul Bellow, escritor canadiense, Premio Nobel de Literatura en 1976 (f. 2005).
- 1917: Luis Ramírez Saldarriaga "El Caballero Gaucho", cantante colombiano de música popular (f. 2013).

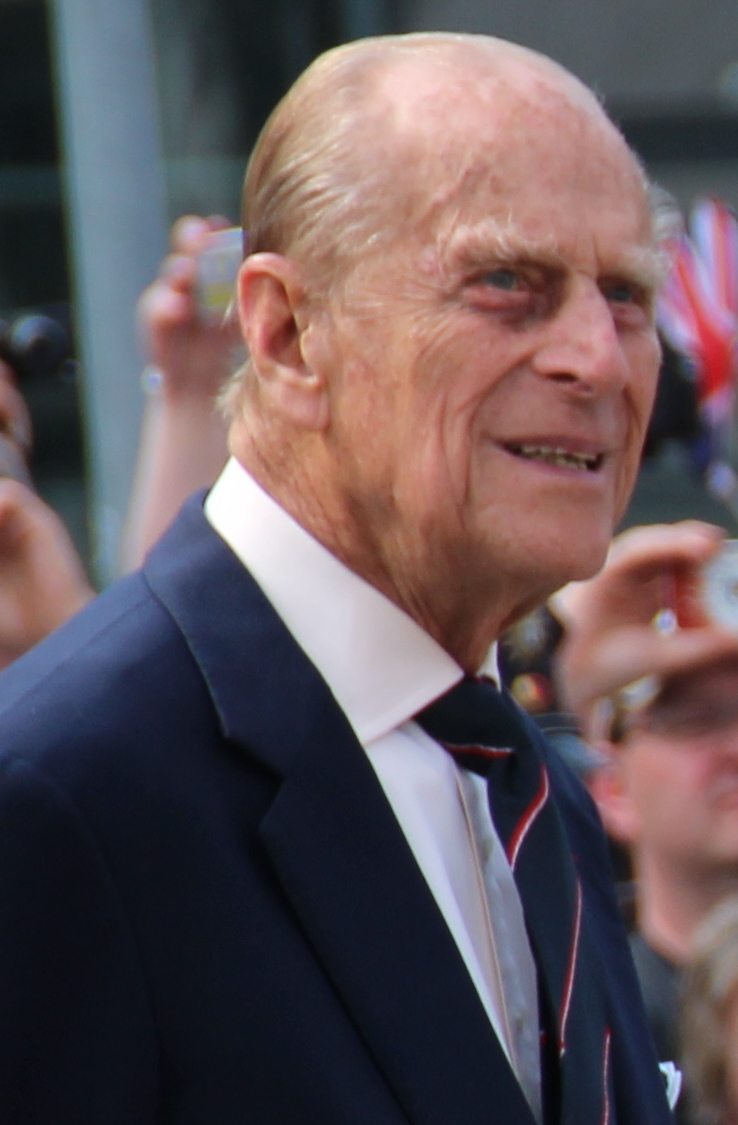
Felipe de Edimburgo

- 1921: Felipe de Edimburgo, aristócrata greco-británico (f. 2021).
- 1921: Sergio Arellano Stark, militar chileno (f. 2016).
- 1921: Oskar Gröning,  militar y criminal de guerra alemán (f. 2018).
- 1922: Judy Garland, cantante y actriz estadounidense (f. 1969).
- 1922: Rose Mofford, política estadounidense, gobernadora de Arizona entre 1988 y 1991 (f. 2016).
- 1923: Philippe Pinchemel, geógrafo francés (f. 2008).
- 1925: Diana Maggi, actriz italoargentina (f. 2022).
- 1926: Félix Revello de Toro, pintor español.
- 1927: Ladislao Kubala, futbolista español de origen húngaro (f. 2002).
- 1927: Karl-Heinz Adler, escultor y artista conceptual alemán (f. 2018).
- 1927: José Luis Merino, director de cine y guionista español (f. 2019).
- 1928: Maurice Sendak, escritor y dibujante estadounidense (f. 2012).

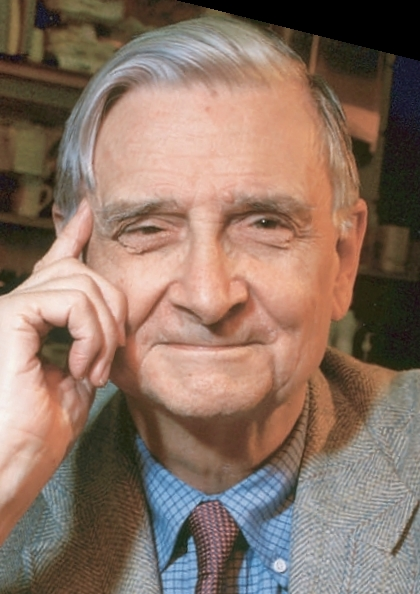
Edward Osborne Wilson

- 1929: Edward Osborne Wilson, biólogo estadounidense, uno de los científicos más influyentes del siglo XX (f. 2021).
- 1931: João Gilberto, cantautor y guitarrista brasileño (f. 2019).
- 1931: Genaro Vázquez Rojas, maestro rural mexicano (f. 1972).
- 1932: Irma Roy, actriz y política argentina (f. 2016).
- 1932: Branko Lustig, productor cinematográfico y actor croata (f. 2019).
- 1934: Emiliano Rodríguez, jugador de baloncesto español.
- 1935: Vic Elford, piloto de automovilismo británico (f. 2022).
- 1936: Tito Lectoure, empresario argentino (f. 2002).
- 1936: Manolo Gallardo, pintor y escultor guatemalteco (f. 2021).
- 1937: Dante Crippa, futbolista italiano (f. 2021).
- 1938: Violetta Villas, soprano polaca (f. 2011).
- 1939: Joe Bossano, ministro principal de Gibraltar entre 1988 y 1996.
- 1940: Franco Godi, compositor italiano.

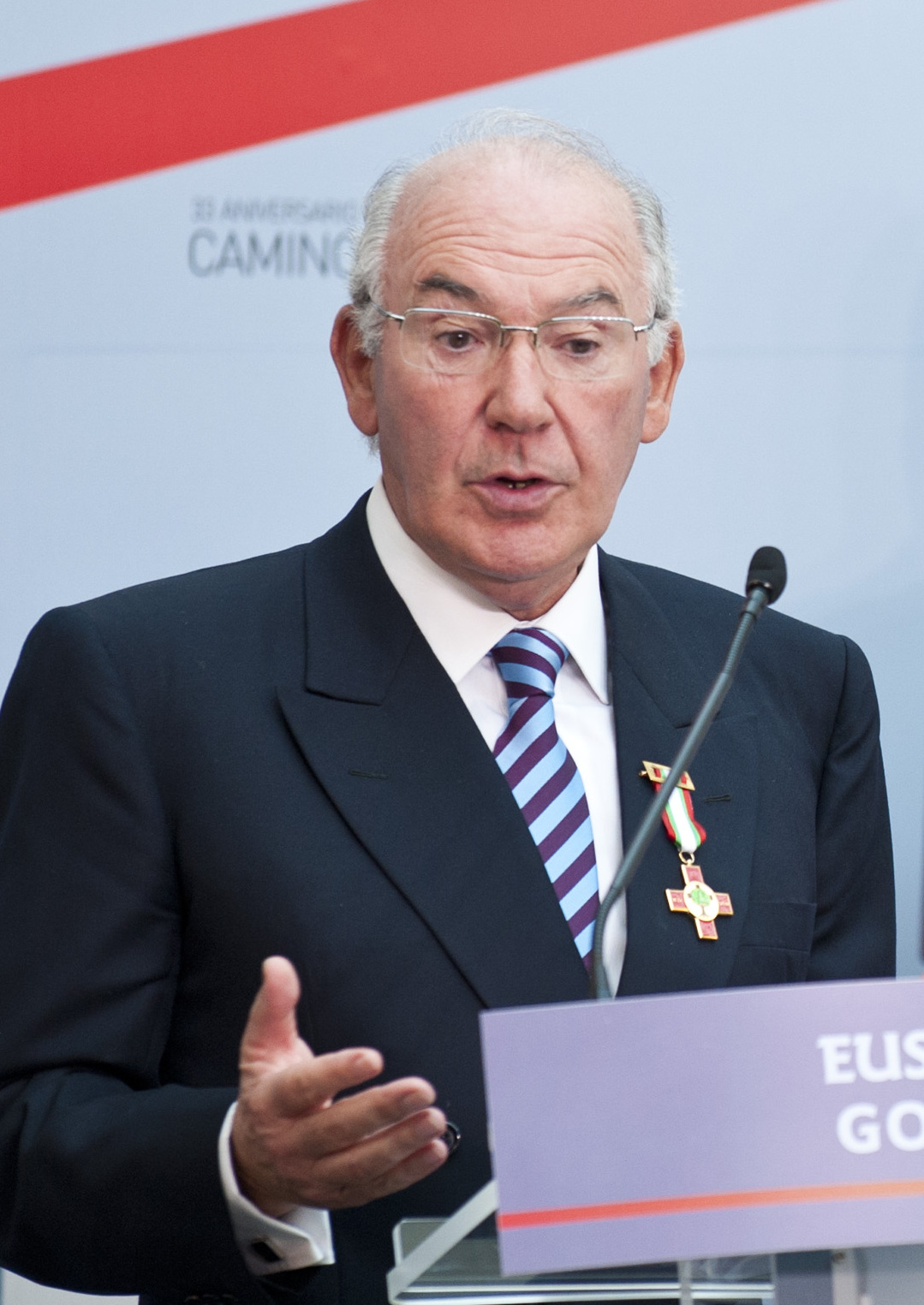
José Antonio Ardanza

- 1941: José Antonio Ardanza, político español, presidente del Gobierno Vasco entre 1985 y 1999.
- 1941: Graciela Borges, actriz argentina.
- 1943: Elena Zagorskaya, cantante soviética e italiana.
- 1943: Zamba Quipildor, cantante folclórico argentino.
- 1944: Yona Wallach, poetisa israelí (f. 1985).
- 1946: Fernando Balzaretti, actor mexicano (f. 1998).
- 1949: Frankie Faison, actor estadounidense.
- 1951: Francisco Lopera, fue un neurólogo y científico colombiano. (f. 2024).
- 1953: Andrés Trapiello, poeta español.
- 1953: John Edwards, político estadounidense.
- 1953: Elsa Barber, bibliotecaria y docente universitaria argentina.
- 1954: Jorge Marshall Rivera, economista chileno.
- 1958: Alfredo Adame, actor y presentador de televisión mexicano.
- 1958: G. Harishankar, percusionista indio (f. 2002).
- 1958: Berta Pereira, percusionista uruguaya.
- 1958: Francisco Pacho Benítez, periodista colombiano (f. 2022).

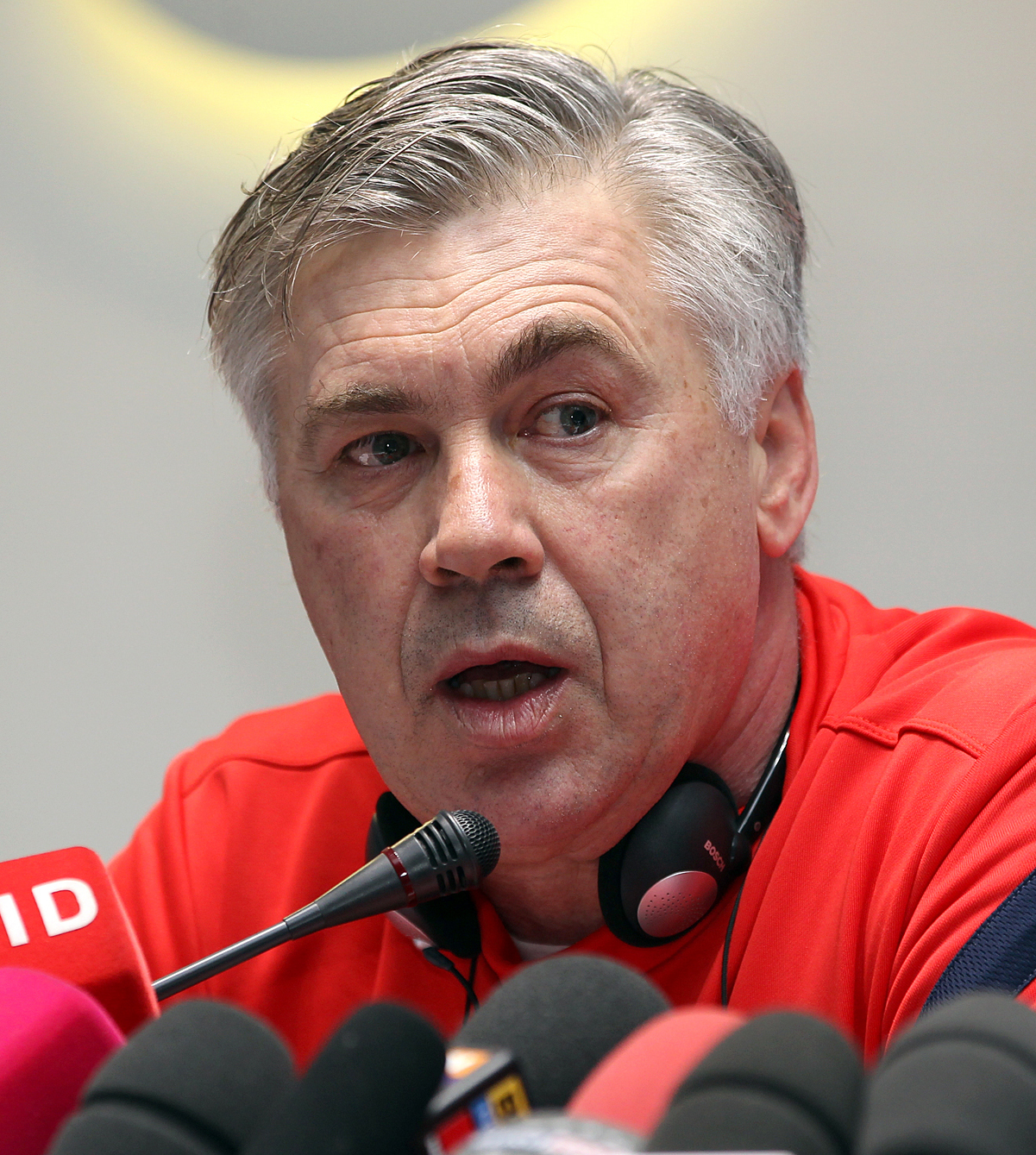
Carlo Ancelotti

- 1959: Carlo Ancelotti, futbolista y entrenador italiano.
- 1959: Víctor Cámara, actor de cine y televisión venezolano.
- 1960: Nandamuri Balakrishna, actor de cine y político indio.
- 1961: Juan Fernando López Aguilar, político español.

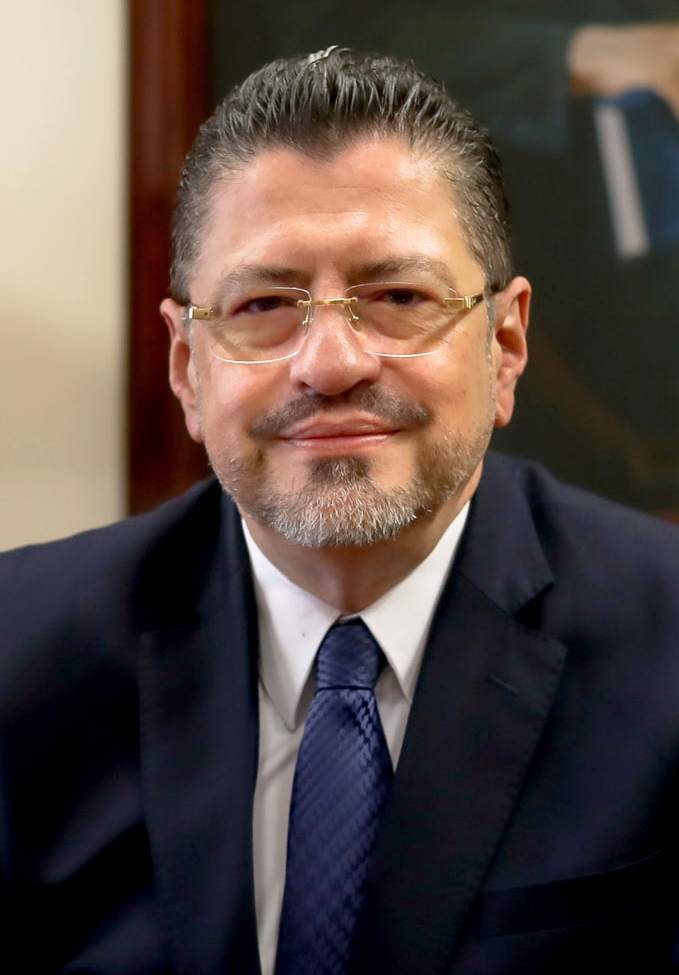
Rodrigo Chaves

- 1961: Rodrigo Chaves, economista y político costarricense, presidente de Costa Rica desde 2022.
- 1961: Kim Deal, cantante y compositora estadounidense, de la banda Pixies.
- 1961: Kelley Deal, músico estadounidense, de la banda The Breeders.
- 1962: Gina Gershon, actriz estadounidense.
- 1962: Fernando Olmeda, periodista español.
- 1962: Juani Ruiz, actriz española.
- 1963: Jeanne Tripplehorn, actriz estadounidense.
- 1963: Carlo Bomans, ciclista belga.
- 1964: Jimmy Chamberlin, músico estadounidense, de la banda The Smashing Pumpkins.
- 1964: Vincent Pérez, actor suizo de origen español.
- 1964: Kate Flannery, actriz estadounidense.
- 1965: Elizabeth Hurley, actriz británica.
- 1965: Joey Santiago, músico filipino, de la banda Pixies.
- 1965: Dani Mezquita, integrante y guitarrista de Hombres G.
- 1965: Veronica Ferres, actriz alemana.
- 1966: Fabiano Soares Pessoa, futbolista brasileño.
- 1967: Miguel Ardiman, futbolista chileno.
- 1968: Bill Burr, humorista estadounidense.
- 1969: Patricia Teherán, cantante y compositora colombiana (f. 1995).
- 1969: Ariel Raiman, músico argentino, de la banda Los Pericos.
- 1969: Luca Pernici, músico italiano.
- 1970: Gerdur Kristný, escritora islandesa.
- 1970: Miguel Ángel Rodríguez "El Sevilla", cantante, humorista, locutor de radio y actor español.
- 1971: Bruno N'Gotty, futbolista francés.

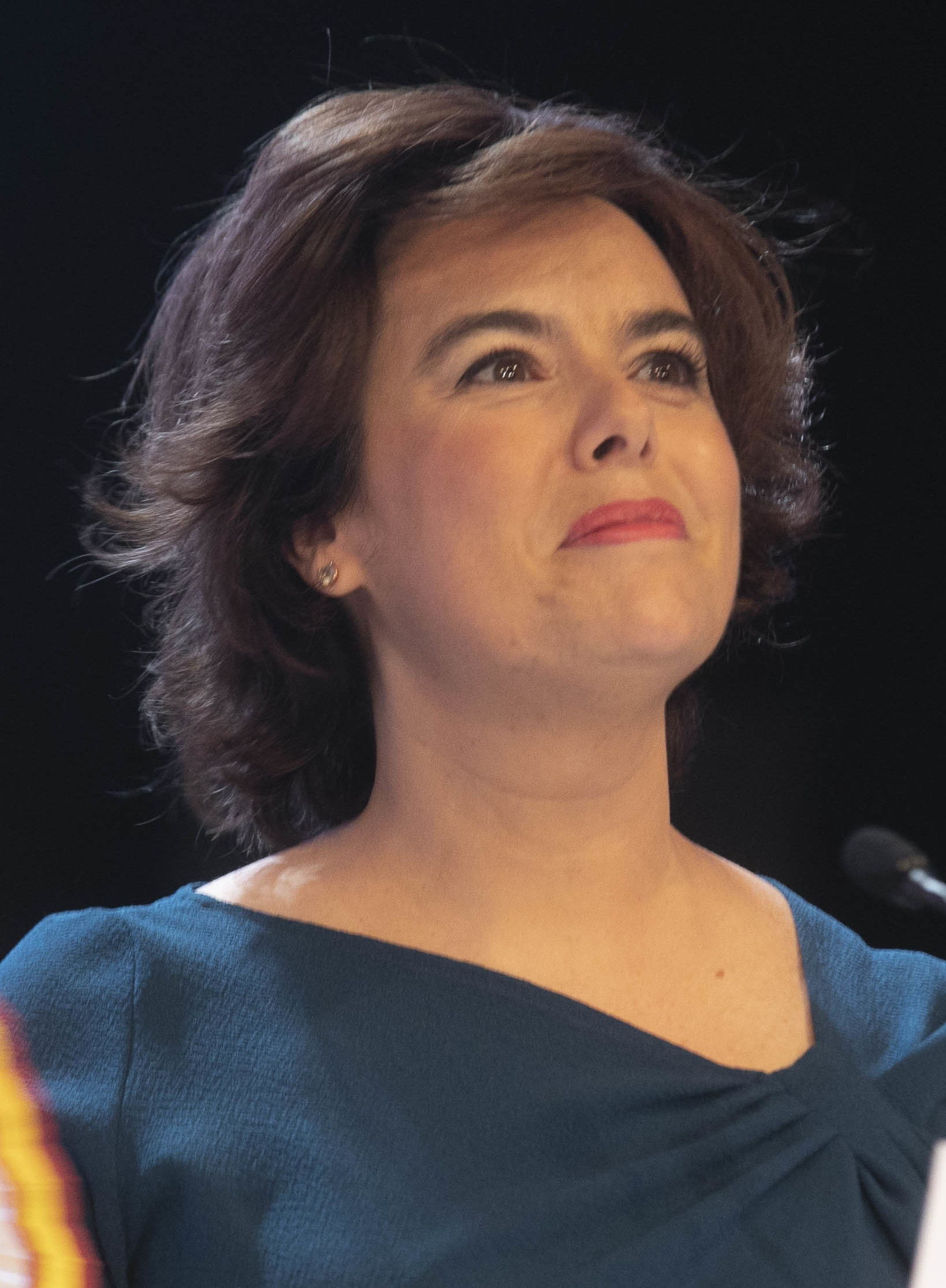
Soraya Sáenz de Santamaría

- 1971: Soraya Sáenz de Santamaría, política española, vicepresidenta del Gobierno de España entre 2011 y 2018.
- 1973: Faith Evans, cantante estadounidense.
- 1973: Antônio Marcos Tobias, futbolista brasileño.
- 1973: Jeff Zeleny, periodista estadounidense.
- 1973: Luis Costa, ciclista portugués.
- 1973: Minna Haapkylä, actriz finlandesa.
- 1974: Simon Elliott, futbolista neozelandés.
- 1974: Satoru Asari, futbolista japonés.
- 1976: Jorge Federico de Prusia, aristócrata alemán.
- 1976: Mariana Seoane, cantante y actriz mexicana.
- 1976: Santi Torres, futbolista y entrenador español.
- 1977: Belarmino Vélez, futbolista ecuatoriano.
- 1977: Mingo, futbolista español.
- 1977: Víktor Goncharenko, futbolista y entrenador bielorruso.
- 1977: Gijs Ronnes, jugador de vóley playa neerlandés.
- 1977: Adam Darski, cantante polaco.
- 1977: César Cáceres Cañete, futbolista paraguayo.
- 1977: Alekséi Sinkévich, gimnasta artístico bielorruso.
- 1977: Miguel Ángel Hernández, escritor español.
- 1977: Sergio Pascual, político español.
- 1977: Benjamin Millepied, coreógrafo francés.
- 1977: Laila El-Garaa, atleta marroquí.
- 1977: Žarko Belada, futbolista montenegrino.
- 1977: Takako Matsu, actriz y cantante japonesa.
- 1978: DJ Qualls, actor estadounidense.
- 1978: Juan Carlos Castilla Gómez, futbolista español.
- 1979: Víctor Moreno, beisbolista venezolano.
- 1979: Iván Raña, triatleta español.
- 1979: Jake Tsakalidis, baloncestista greco-georgiano.
- 1979: Assi Azar, presentador israelí.
- 1979: Takeshi Yamaguchi, futbolista japonés.
- 1979: Bernardo Vasconcelos, futbolista portugués.
- 1980: Sebastián Yepes, cantante, compositor e intérprete de instrumentos colombiano.
- 1980: Francelino Matuzalem, futbolista brasileño.
- 1980: Carlos Castel, actor y presentador español.
- 1980: Nino, futbolista español.
- 1980: Marco Marzano, ciclista italiano.
- 1980: Tine Bossuyt, nadadora belga.
- 1980: Abhishek Yadav, futbolista indio.
- 1981: Aly Amr Fathalah, DJ y productor musical egipcio.
- 1981: Ewerthon, futbolista brasileño.
- 1981: Alejandro Damián Domínguez, futbolista argentino.
- 1981: Eric Obinna, futbolista franco-nigeriano.
- 1981: Jonathan Bennett, actor y modelo estadounidense.
- 1981: Gabriel Valenzuela, actor colombiano.
- 1982: Mónica Fonseca, periodista, presentadora y actriz colombo-estadounidense.
- 1982: Magdalena de Suecia, princesa sueca.
- 1982: Tara Lipinski, patinadora artística estadounidense.
- 1982: Mauricio Lomonte, locutor y presentador cubano de radio y televisión.
- 1982: Etienne Barbara, futbolista maltés.
- 1982: Daisuke Yoneyama, futbolista japonés.
- 1983: Mercedes Oviedo, actriz argentina.
- 1983: Marion Barber III, exjugador estadounidense de fútbol americano.
- 1983: Kees Kwakman, futbolista neerlandés.
- 1983: Steve Von Bergen, futbolista suizo.
- 1983: MakSim, cantante rusa.
- 1984: Michael Guevara, futbolista peruano.
- 1984: Freddy Chispas, futbolista boliviano.
- 1985: Shin'ichi Terada, futbolista japonés.
- 1985: Andy Schleck, ciclista luxemburgués.
- 1985: Richard Chambers, remero británico.
- 1986: Tafese Tesfaye, futbolista etíope.
- 1986: Marco Andreolli, futbolista italiano.
- 1986: Hajime Hosogai, futbolista japonés.
- 1986: Maxim Debusschere, ciclista belga.
- 1987: Iñigo Sarasola, futbolista español.
- 1987: Anton Putsila, futbolista bielorruso.
- 1987: Joselu Gómez, futbolista español.
- 1987: Jeremy Chappell, baloncestista estadounidense.
- 1988: Jair Eduardo Britto da Silva, futbolista brasileño.
- 1988: Emily Regan, remera estadounidense.
- 1988: Jeff Teague, baloncestista estadounidense.
- 1989: Alexandra Stan, cantante rumana.
- 1989: Vincent Laurini, futbolista francés.
- 1989: Kento Shiratani, futbolista japonés.
- 1989: Zoilo Almonte, beisbolista dominicano.
- 1990: Artūras Žulpa, futbolista lituano.
- 1990: Jacob Butterfield, futbolista inglés.
- 1990: Eneko Eizmendi Blanco, futbolista español.
- 1990: Alain Eizmendi, futbolista español.
- 1991: Pol Espargaró, piloto de motociclismo español.
- 1991: Juan Jesus, futbolista brasileño.
- 1991: Faysal Shayesteh, futbolista afgano.
- 1991: Khalif Wyatt, baloncestista estadounidense.
- 1992: Kate Upton, actriz y modelo estadounidense.
- 1992: Luís Martins, futbolista portugués.
- 1992: Yeray Gómez Ferragut, futbolista español.
- 1992: Guido Gravina, remero italiano.
- 1992: Zulia Menjívar, futbolista salvadoreña.
- 1992: Chase Fieler, baloncestista estadounidense.
- 1993: Jonás Ramalho, futbolista español.
- 1993: José Artiles, futbolista español.
- 1993: Lola Gallardo, futbolista española.
- 1993: Tomoyuki Shiraishi, futbolista japonés.
- 1993: Marc Sarreau, ciclista francés.
- 1994: Andrés Jantus, futbolista argentino.
- 1994: Julián Bonetto, futbolista argentino.
- 1994: María Estella, futbolista española.
- 1994: Tyrone Wallace, baloncestista estadounidense.
- 1995: Gloria de Paula, practicante de artes marciales brasileña.
- 1995: Jefry Valverde, futbolista costarricense.
- 1996: Wen Junhui, actor, cantante y bailarín chino.
- 1996: Ryo Odajima, futbolista japonés.
- 1996: Benedict Chepeshi, futbolista zambiano.
- 1996: Oliver Abildgaard, futbolista danés.
- 1996: Augusto Lotti, futbolista argentino.
- 1996: Eric Granado, piloto de motociclismo brasileño.
- 1996: Antoine Adelisse, esquiador acrobático francés.
- 1996: Stanley Nwabili, futbolista nigeriano.
- 1996: Marcelo Zormann, tenista brasileño.
- 1997: Sviatoslav Mykhailiuk, baloncestista ucraniano.
- 1997: Jordan Tell, futbolista francés.
- 1997: Adi Agashé, cantante indio.
- 1997: Demajeo Wiggins, baloncestista estadounidense.
- 1997: Jordan Geist, baloncestista estadounidense.
- 1997: Jordan Larmour, rugbista irlandés.
- 1997: Sophia Leone, actriz pornográfica y modelo erótica estadounidense (f. 2024).
- 1997: Víctor Moya Martínez, futbolista español.
- 1997: Cristian Echavarría, futbolista colombiano.
- 1997: Gastón del Castillo, futbolista argentino.
- 1997: Mousa Al-Tamari, futbolista jordano.
- 1997: Raekwon Davis, jugador de fútbol americano estadounidense.
- 1997: K.J. Osborn, jugador de fútbol americano estadounidense.
- 1997: Peniami Narisia, rugbista fiyiano.
- 1998: Antonio Negro, futbolista italiano.
- 1998: Dennis Geiger, futbolista alemán.
- 1998: Denis Ciobotariu, futbolista rumano.
- 1998: Iordanis Konstantinidis, taekwondista alemán.
- 1998: Yelena Daniliuk, remera rusa.
- 1998: Daniels Balodis, futbolista lituano.
- 1998: Giuliano Cerato, futbolista argentino.
- 1998: Will Magnay, baloncestista australiano.
- 1999: Amadou Sagna, futbolista senegalés.
- 1999: Ellie Delvaux, cantante belga.
- 1999: Ona Batlle, futbolista española.
- 1999: Yuta Goke, futbolista japonés.
- 1999: Bento Matheus Krepski, futbolista brasileño.
- 1999: Sharabutdin Atáyev, boxeador ruso.
- 1999: Matthew Butler, jugador de fútbol americano estadounidense.
- 1999: Ilan El Khattabi, rugbista francés.
- 1999: Nicholas Rusher, remero estadounidense.
- 1999: Rafael Leão, futbolista portugués.
- 2000: Sigvaldi Eggertsson, baloncestista islandés.
- 2000: Blake O'Leary, actor australiano.
- 2000: Lana Prusakova, esquiadora rusa.
- 2000: Deividas Sirvydis, baloncestista lituano.
- 2000: Luis Chávez, futbolista peruano.
- 2000: Connor Howe, patinador canadiense.
- 2000: Aleix García Pujolar, remero español.
- 2000: Balša Popović, futbolista montenegrino.
- 2001: Luke Thomas, futbolista británico.
- 2001: Domen Gril, futbolista esloveno.
- 2001: Julien Alfred, atleta santalucense.
- 2001: Raul Florucz, futbolista austriaco.
- 2002: Sara Pinzón, actriz colombiana.
- 2002: Adrián Kaprálik, futbolista eslovaco.
- 2002: Thierno Baldé, futbolista francés.
- 2002: Aaron Hickey, futbolista escocés.
- 2003: Simon Koech, atleta keniano.
- 2004: Wouter Goes, futbolista neerlandés.
- 2005: Óli Mittún, balonmanista feroés.
- 2007: Melani García, cantante española.

## Fallecimientos

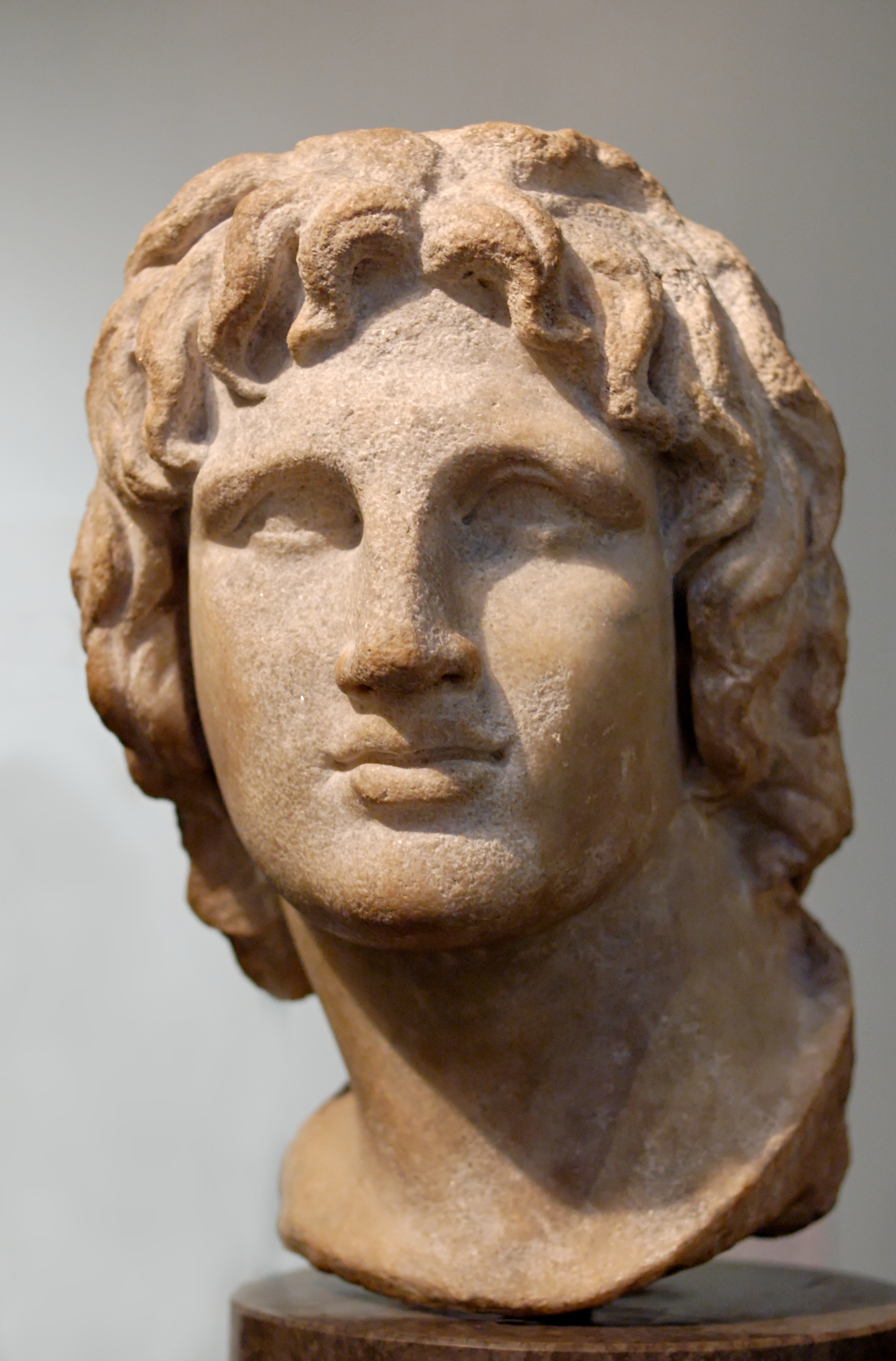
Alejandro Magno

- 323 a. C.: Alejandro Magno (fecha aproximada) (n. 356 a. C.).
- 38 d. C.: Julia Drusila, noble romana hermana del emperador Calígula (n. 356)
- 223: Liu Bei, emperador chino (n. 161)
- 784: As-Saffah, califa islámico (n. 721)
- 1190: Federico I Barbarroja, sacro emperador germánico (1155-1190) (n. 1122).
- 1247: Rodrigo Jiménez de Rada, eclesiástico e historiador español (n. ca. 1170).
- 1580: Luís de Camões, poeta portugués (n. ca. 1524).
- 1654: Alessandro Algardi, escultor italiano (n. 1595).
- 1799: Chevalier de Saint-Georges, músico y compositor francés (n. 1745).
- 1836: André-Marie Ampère, matemático y físico francés (n. 1775).
- 1849: Friedrich Kalkbrenner, pianista y compositor alemán (n. 1784).
- 1858: Robert Brown, botánico británico (n. 1773).
- 1861: Cayetano Heredia, médico peruano (n. 1797).
- 1868: Miguel III Obrenović, Príncipe de Serbia (n. 1823).
- 1894: Federico Madrazo, pintor español (n. 1815).
- 1899: Ernest Chausson, compositor francés (n. 1855).
- 1902: Jacinto Verdaguer, sacerdote y poeta español (n. 1845).
- 1903: Luigi Cremona, matemático italiano (n. 1830).
- 1912: Anton Aškerc, poeta esloveno y sacerdote católico (n. 1856).
- 1914: Ödön Lechner, fue un arquitecto húngaro, apodado el "Gaudí húngaro". (n. 1845).
- 1918: Arrigo Boito, poeta y compositor italiano (n. 1842).
- 1919: Medardo Ángel Silva, poeta y compositor ecuatoriano (n.1898).
- 1923: Pierre Loti, escritor francés (n. 1850).

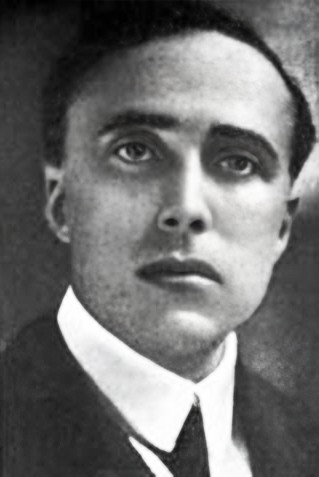
Giacomo Matteotti

- 1924: Giacomo Matteotti, político socialista italiano, uno de los principales opositores al fascismo italiano (n. 1885).
- 1924: Salvador Alvarado Rubio, militar y estadista mexicano (n. 1880).
- 1926: Antoni Gaudí, arquitecto español (n. 1852).
- 1930: Adolf von Harnack, teólogo luterano alemán y un organizador de ciencias (n. 1851).
- 1934: Frederick Delius, compositor inglés (n. 1862).
- 1937: Robert Borden, abogado y político canadiense (n. 1854).
- 1937: Alberto Castilla, compositor, docente y político colombiano, autor del "Bunde tolimense" (n.1878).
- 1940: Marcus Garvey, predicador, periodista y empresario jamaicano (n. 1887).

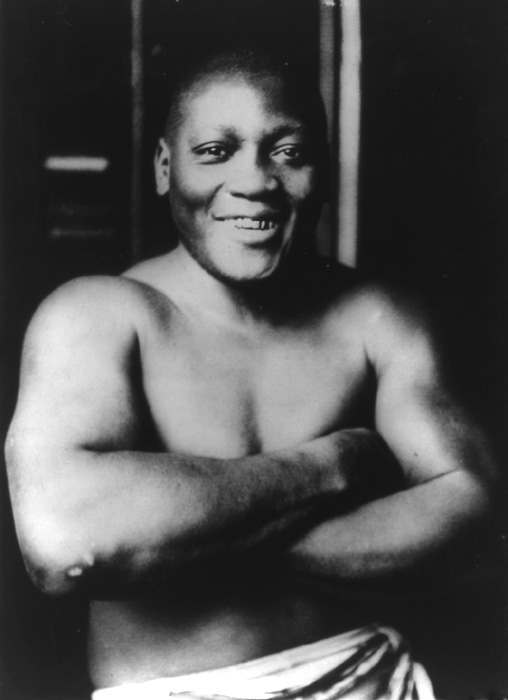
Jack Johnson

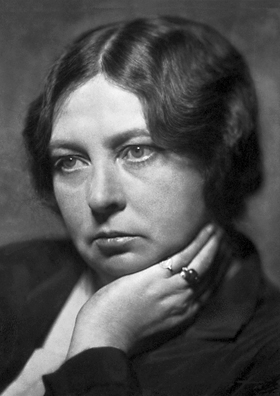
Sigrid Undset

- 1946: Jack Johnson, boxeador estadounidense, primer peso pesado de raza negra en ser campeón mundial (n. 1878).
- 1949: Sigrid Undset, escritora noruega, Premio Nobel de Literatura en 1928 (n. 1882).
- 1953: Grzegorz Fitelberg, director, compositor y violinista polaco (n. 1879).
- 1956: Agustín González de Amezúa, historiador español (n. 1881).
- 1962: Paco Bru, futbolista, entrenador y árbitro de fútbol español (n. 1885).
- 1967: Spencer Tracy, actor estadounidense (n. 1900).
- 1969: José Castán Tobeñas, jurista español (n. 1889).
- 1969: José Gaos, filósofo español (n. 1900).
- 1970: Marciano González, militar y político mexicano (n. 1883).
- 1971: Michael Rennie, actor británico (n. 1909).
- 1976: Adolph Zukor, productor de cine estadounidense (n. 1873).
- 1982: Rainer Werner Fassbinder, cineasta alemán (n. 1945).
- 1983: Luis Álvarez Lencero, poeta, escultor y pintor español (n. 1923).
- 1987: Elizabeth Hartman, actriz estadounidense (n. 1943).
- 1988: Louis L'Amour, escritor estadounidense (n. 1908).
- 1988: Josep Tarradellas, político español (n. 1899).
- 1988: Raquel Forner, pintora argentina (n. 1902).
- 1989: George Wells Beadle, científico estadounidense, Premio Nobel de Medicina en 1958 (n. 1903).
- 1989: Richard Quine, cineasta estadounidense (n. 1920).
- 1991: Jean Bruller, escritor y dibujante francés (n. 1902).
- 1993: Arleen Augér, eminente soprano norteamericana (n. 1939).
- 1994: Eduardo Davidson, cantautor cubano (n. 1929).
- 1994: Edward Kienholz, artista estadounidense (n. 1927).
- 1996: Jo Van Fleet, actriz estadounidense (n. 1916).
- 1996: Chiyo Uno, autora japonesa (n. 1897).
- 1997: Son Sen, político camboyano (n. 1930).
- 1998: Hammond Innes, novelista británico (n. 1913).
- 2000: Hafez al-Assad, presidente de Siria entre 1971 y 2000 (n. 1930).
- 2000: Virma González, actriz mexicana (n. 1937).
- 2001: José Manuel Castañón, novelista español (n. 1920).
- 2001: Leila Pahlevi, princesa iraní (n. 1970).
- 2001: Álvaro Magaña, abogado, economista y político salvadoreño (n. 1926).
- 2001: Joyce King, atleta australiana (n. 1920).
- 2002: John Gotti, mafioso estadounidense (n. 1940).
- 2002: Fernando Elías Llamosas, político argentino, que ocupó el cargo de intendente de Posadas, en la provincia de Misiones.
- 2003: Lopon Tsechu Rinpoche, maestro del budismo tibetano butanés (n. 1918).
- 2004: Ray Charles, cantante y compositor estadounidense, pionero en la fusión de jazz, blues y soul (n. 1930).
- 2008: Antonio Mostaza Rodríguez, sacerdote, catedrático y coronel castrense español (n. 1912).
- 2010: Sigmar Polke, pintor alemán (n. 1941).
- 2011: Patrick Leigh Fermor, escritor y soldado británico (n. 1915).
- 2012: Georges Mathieu, pintor francés (n. 1921).
- 2015: Hugo Höllenreiner, sobreviviente del Holocausto nazi (n. 1933).
- 2023: Theodore Kaczynski, terrorista, matemático y filósofo estadounidense (n. 1942).
- 2024: Saulos Chilima, economista y político malauí, vicepresidente de Malaui entre los periodos 2014-2019 y 2020-2024 (n. 1973);.

## Celebraciones
- Día Mundial de la Seguridad Vial.

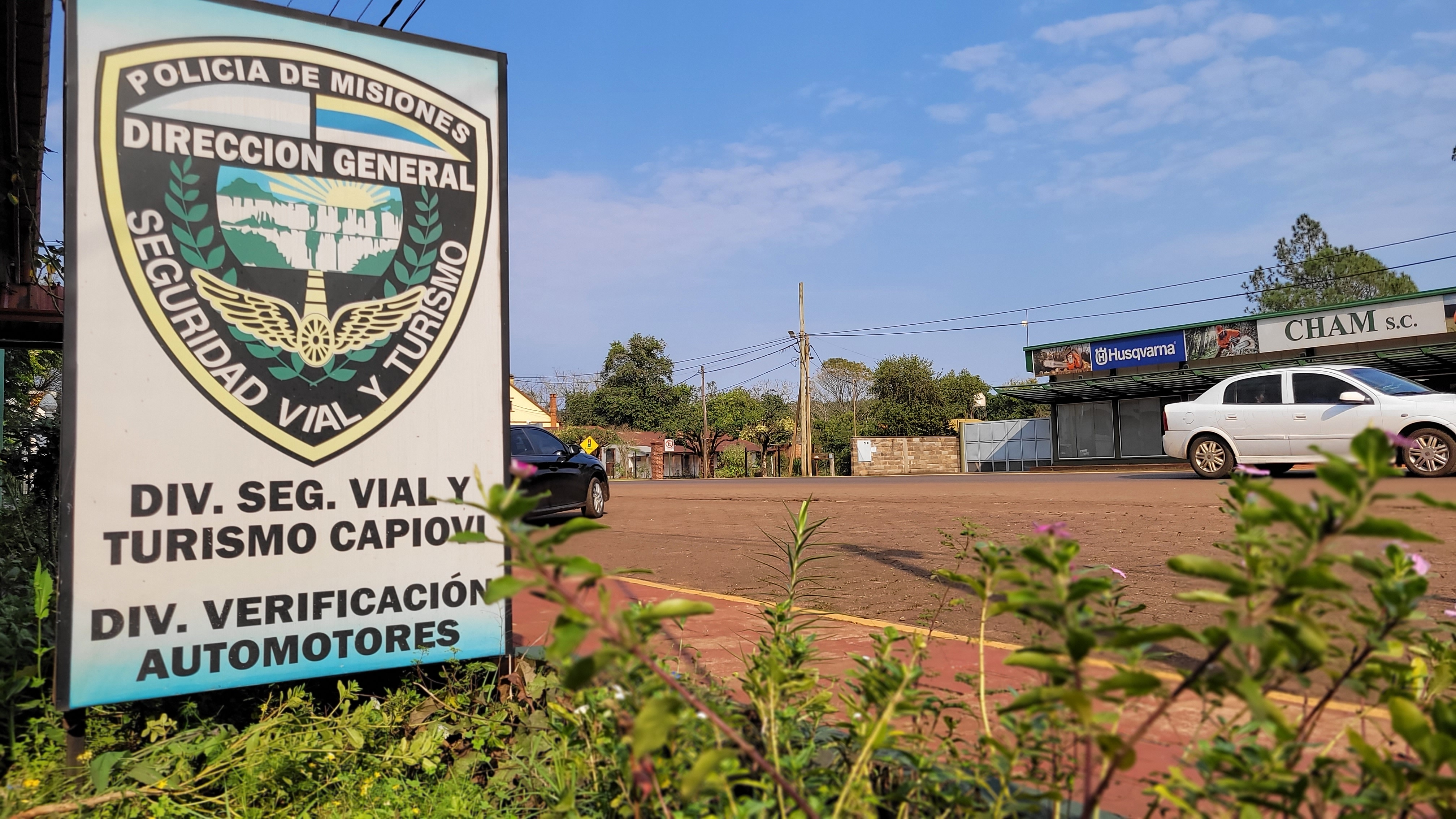
Día Mundial de la Seguridad Vial. Puesto policial de control de Seguridad Vial en Capioví (Misiones, Argentina).

- Día Internacional de Alcohólicos Anónimos (AA).[4]
Una fecha que conmemora la fundación de esta comunidad de recuperación en 1935. AA fue creada por Bill W. y el Dr. Bob S. en Akron, Ohio, Estados Unidos, y desde entonces ha ayudado a millones de personas a alcanzar la sobriedad.
Fundación: 10 de junio de 1935 (90 años).

- Día Internacional de la Heráldica.

- Día Mundial del Modernismo.

- Día Internacional para el Diálogo entre Civilizaciones.
Declarado por la ONU para destacar el valor de la diversidad de las civilizaciones y promover el diálogo, el respeto mutuo, la tolerancia y la solidaridad mundial.
(Resolución Oficial A/78/L.75 de fecha 29 de mayo de 2024).

Salud
- Día Mundial de la Enfermedad de Andrade.
Es una enfermedad rara que afecta el sistema nervioso periférico. Con ello se pretende visibilizar la importancia de conseguir un diagnóstico precoz para las personas que padecen esta enfermedad. Coincide con la fecha de nacimiento del neurólogo Corino Andrade, quien descubrió esta patología.

 Por países
(Por orden alfabético)
- Argentina: 
  - Día de la Afirmación de los Derechos Argentinos sobre las Malvinas, Islas y Sector Antártico.[5]
  - Día Nacional del Desarrollo Científico y Tecnológico Espacial.
Para conmemorar el lanzamiento del satélite argentino SAC-D / Aquarius efectuado el 10 de junio de 2011 (14 años). Este hecho marcó el inicio de una nueva era satelital, para acortar la brecha digital a través de una óptima conectividad a todos los residentes de la nación argentina.
Proclama: Senado de la Nación Argentina.
  - Día de la Cruz Roja Argentina.[6]
La fecha recuerda la creación de la filial local de la institución internacional.[7]
  - Día de la Seguridad Vial en Argentina.
Se estableció para esta conmemoración el 10 de junio debido a que ese día de 1945 (hace 80 años) se produjo el cambio de mano de circulación de los vehículos en el país, que a la usanza inglesa era hasta entonces a la izquierda.
  - Día del Trabajador de la Carne.
En recuerdo de la formación de la Federación Gremial del Personal de la Industria de la Carne y sus Derivados en 1947. Esta fecha se celebra para reconocer el trabajo y dedicación de todos los profesionales que desempeñan actividades en la industria cárnica.
    -  Misiones: 
      - Día Provincial de las abejas nativas de la tribu meliponini y de la cultura meliponicultura.

- Costa Rica:
  - Día del Autor Costarricense.[8]
Esta fecha se designó porque se consideró importante dedicar un día para rendir homenaje a los creadores literarios.
(Decreto N° 23408-C de 1994, publicado en La Gaceta N° 127 del 5 de julio de 1994).

- México: 
  - Día Nacional de la Lengua de Señas Mexicana (LSM).
Destaca la importancia de esta lengua para la comunidad sorda en México y su reconocimiento oficial como lengua nacional. Este día busca promover la inclusión y los derechos lingüísticos de las personas sordas, así como sensibilizar sobre la necesidad de garantizar el acceso a la comunicación y educación para todos.

- Portugal: 
  - Día de Portugal, de Camões y de las Comunidades Portuguesas.[9]

### Santoral católico

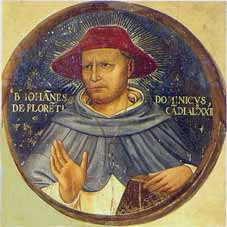
Retrato del cardenal en La crucifixión con santos de Fra Angelico, en el Museo Nacional de San Marcos de Florencia.

Festejo del día: San Asterio de Petra.
- San Amancio, mártir.[10]
- San Aresio.[11]
- San Bogumilo de Gniezno (s. XII).[10]
- San Censurio de Auxerre (s. V).[10]
- San Itamar de Rochester (s. VII).[10]
- San Landerico de París (s. VII).[10]
- San Maurino, abad.[10]
- San Trípodes, mártir.[10]

- Beata Diana de Andaló (s. XIII).[10]
- Beato Eduardo Poppe (s. XX).[10]
- Beato Enrique de Bolzano (s. XIV).[10]
- Beato Juan Dominici, arzobispo y cardenal.[12][13](imagen ilustrativa).
- Beato Gualterio Pierson (s. XVI).[10]
- Beato Juan Dominici (s. XV).[10]
- Beato Tomás Green (s. XVI).[10]